# Capnofrasera
Capnofrasera is een monotypisch geslacht van schimmels uit de familie Antennulariellaceae. Het bevat alleen Capnofrasera dendryphioides.